# Oxfordshire Senior League
Oxfordshire Senior League är en engelsk fotbollsliga baserad i Oxfordshire. Den har tre divisioner – Premier Division och Division One plus en reservlagsdivision. Premier Division ligger på nivå 11 i det engelska ligasystemet. Vinnaren kan ansöka om uppflyttning till Hellenic Football League Division One East eller Division One West.

## Mästare
| Säsong  | Premier Division           | Division One         |
| ------- | -------------------------- | -------------------- |
| 2003-04 | Eynsham Association FC     | Rover Cowley FC      |
| 2004-05 | Berinsfield C A FC         | B C S Bardwell FC    |
| 2005-06 | Oxford University Press FC | Kennington United FC |
| 2006-07 | Garsington FC              | Stonesfield          |
| 2007-08 | Rover Cowley               | Garsington Reserves  |
| 2008-09 | Garsington                 | Garsington Reserves  |
| 2009-10 | Adderbury Park FC          | Hinksey              |
| 2010-11 | AFC Hinksey                | Slade Farm United    |

Källa: Football Mitoo

### Webbkällor
Den här artikeln är helt eller delvis baserad på material från engelskspråkiga Wikipedia, Oxfordshire Senior Football League, 4 augusti 2015.